# 海巡08轮
海巡08轮是中華人民共和國中国船舶集团有限公司製造的一艘深远海海道测量船，也可用於全球海上应急搜救。該船由中国船舶第七〇八研究所设计。海巡08總長123.6公尺、型寬21.2公尺、型深9.3公尺，排水量約7,500公噸，設計航速維15節，續航力達1萬8,000海里，自持力60天，定員100人，可在9级海况下安全航行。該船於2019年簽約建造，同年12月30日开工。2022年7月8日下水，2023年9月21日，海巡08轮列编中華人民共和國交通運輸部東海航海保障中心，标志着海巡08轮正式投入使用。